# Maurice Gomis
Maurice Gomis (ur. 10 listopada 1997 w Cuneo) – piłkarz z Gwinei Bissau grający na pozycji bramkarza. Od 2021 jest zawodnikiem klubu AO Ajia Napa.

## Kariera klubowa
Swoją karierę piłkarską Gomis rozpoczął w Torino FC. W 2015 roku został z niego wypożyczony do Delta Rovigo, a w 2016 do AC Mestre. W sezonie 2016/2017 grał w Cuneo FC, a w sezonie 2017/2018 w Nocerinie. W 2018 roku przeszedł do SPAL. W sezonie 2018/2019 wypożyczono go najpierw do ASD Siracusa, a następnie do albańskiego FK Kukësi. W 2021 został piłkarzem cypryjskiego klubu AO Ajia Napa.
| Sezon   | Klub          | Kraj    | Rozgrywki           | Mecze | Gole |
| ------- | ------------- | ------- | ------------------- | ----- | ---- |
| 2015/16 | Delta Rovigo  | Włochy  | Serie D             | 4     | 0    |
| 2015/16 | AC Mestre     | Włochy  | Serie D             | 10    | 0    |
| 2016/17 | Cuneo FC      | Włochy  | Serie D             | 32    | 0    |
| 2017/18 | Nocerina 1910 | Włochy  | Serie D             | 27    | 0    |
| 2018/19 | ASD Siracusa  | Włochy  | Serie C             | 7     | 0    |
| 2018/19 | FK Kukësi     | Albania | Kategoria Superiore | 1     | 0    |
| 2019/20 | SPAL          | Włochy  | Serie A             | 0     | 0    |
| 2020/21 | SPAL          | Włochy  | Serie B             | 0     | 0    |

## Kariera reprezentacyjna
W reprezentacji Gwinei Bissau Gomis zadebiutował 11 stycznia 2022 w wygranym 3:0 meczu Pucharu Narodów Afryki 2021 z Sudanem, rozegranym w Garoui. W tym turnieju zagrał również w meczu grupowym z Nigerią (0:2).